# Сентрал Сити (Ајова)
Сентрал Сити (енгл. Central City) град је у америчкој савезној држави Ајова. По попису становништва из 2010. у њему је живело 1.257 становника.

## Демографија
Према попису становништва из 2010. у граду је живело 1.257 становника, што је 100 (8,6%) становника више него 2000. године.
| Група             | 2000.         | 2010.         |
| Белци             | 1.140 (98,5%) | 1.222 (97,2%) |
| Афроамериканци    | 0 (0,0%)      | 7 (0,6%)      |
| Азијати           | 1 (0,1%)      | 2 (0,2%)      |
| Хиспаноамериканци | 6 (0,5%)      | 15 (1,2%)     |
| Укупно            | 1.157         | 1.257         |